# جورج روزين (محامي)
جورج روزين (بالألمانية: Georg Rosen)‏ هو دبلوماسي ومحامي ألماني، ولد في 14 سبتمبر 1895 في طهران في إيران، وتوفي في 22 يوليو 1961 في دتمولد في ألمانيا.